# Wilhelm Michler
Wilhelm Michler (17 de desembre de 1846, Schmerbach, Württemberg - 27 de novembre de 1889, Rio de Janeiro, Brasil) fou un químic alemany descobridor de la cetona de Michler.

## Biografia
Michler realitzà els seus estudis primaris a l'escola de Tempelhof. El 1870 anà a l'Escola Politécnica de Stuttgart per estudiar química i fou alumne de Hermann von Fehling i Viktor Meyer. Seguí Meyer a la Universitat Politècnica de Zuric el 1871 i es convertí en el seu ajudant. Michler es convertí en professor d'aquesta universitat 1878. El 1881 anà a estudiar productes naturals d'Amèrica del sud i quedà al Brasil, on hi realitzà les seves investigacions entre el 1882 i el 1889. Fou professor de química industrial de l'escola Politècnica de Rio de Janeiro.

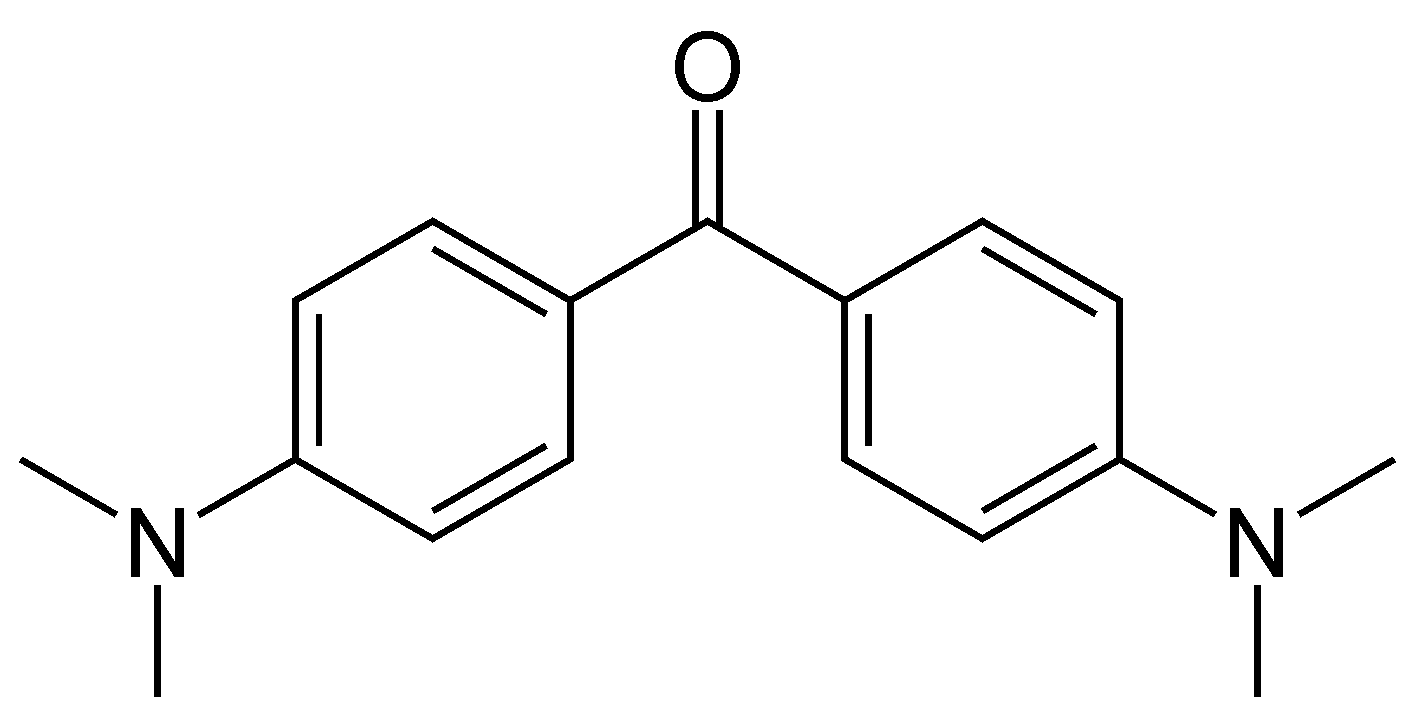
Cetona de Michler

## Obra
Michler sintetitzà l'auramina, una amina emprada en tintura de roba pel seu color daurat, al qual deu el seu nom. Sintetitzà la bis(dimetilamino)benzofenona, un compost que té gran importància científica i comercial, perquè és un compost emprat en la síntesi de colorants, i que és coneguda com a cetona de Michler. En la continuació de la seva investigació sobre fosgen, estudià les urees N-substituïdes.